# Rivière des Petits Escoumins
Pour les articles homonymes, voir Escoumins.
La rivière des Petits Escoumins coule généralement vers le sud-est à partir du territoire non organisé du Lac-au-Brochet jusqu'aux Petits-Escoumins (municipalité des Escoumins) où elle se jette dans l'estuaire du Saint-Laurent, sur la Côte-Nord, au Québec, au Canada.
La foresterie constitue la principale activité économique du secteur ; les activités récréotouristiques en second notamment la villégiature, la chasse, la pêche, les VTT ou la motoneige.
La partie inférieure de la vallée de la « rivière des Petits Escoumins » est desservie par la route 138, se dirigeant vers le nord-est en suivant le littoral Nord du fleuve Saint-Laurent. Des routes forestières secondaires sont en usage pour la foresterie, les activités récréotouristiques et l’entretien des lignes électriques à haute tension d’Hydro-Québec,.
La surface de la « rivière des Petits Escoumins » est habituellement gelée de la fin novembre au début avril, toutefois la circulation sécuritaire sur la glace se fait généralement de la mi-décembre à la fin mars.[réf. nécessaire]

## Géographie

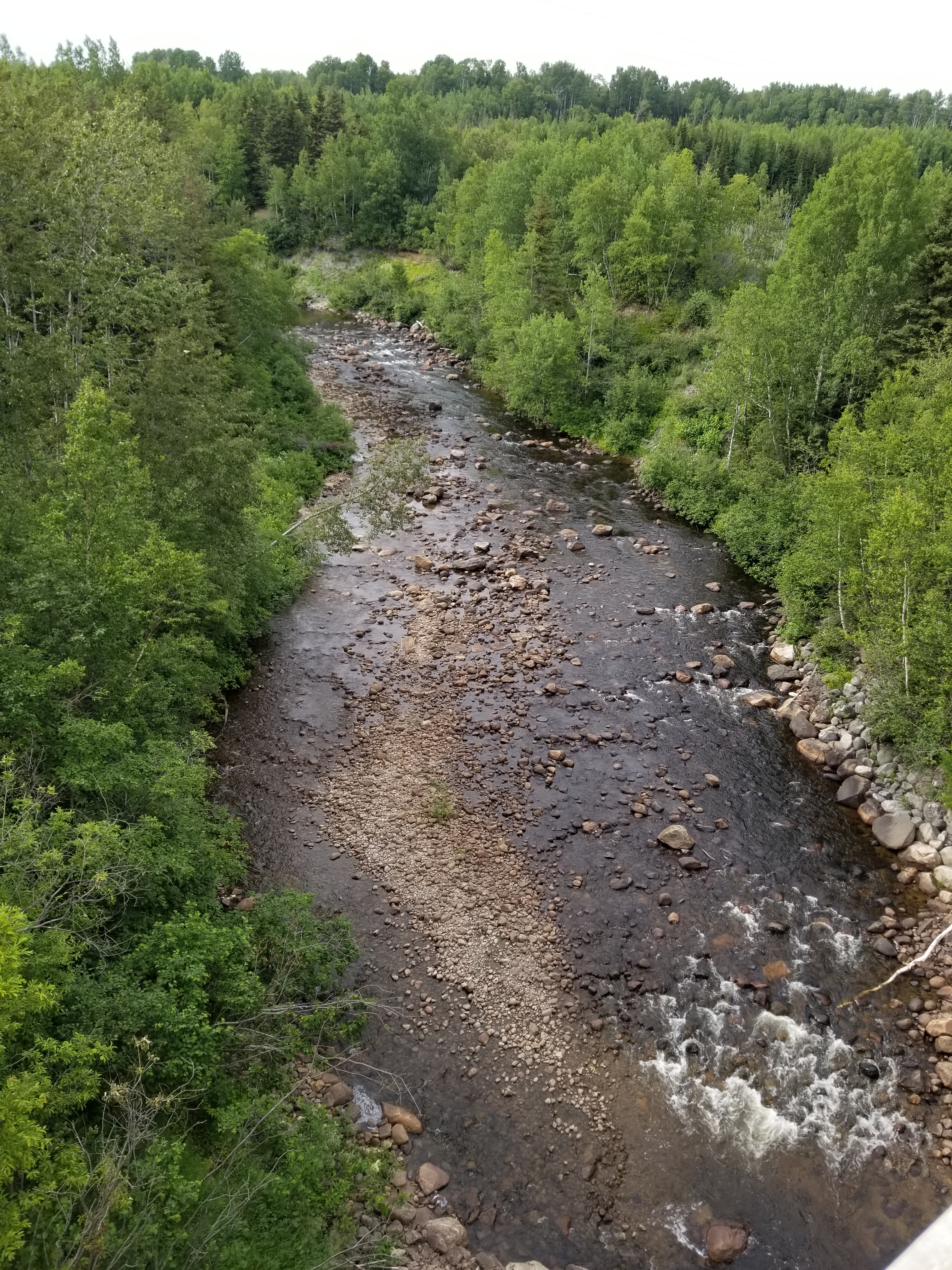
Vue de l'amont de la rivière à partir du pont de route 138.

Les principaux bassins versants voisins de la rivière des Petits Escoumins sont :
- Côté nord : La Petite Romaine, lac Truchon, lac Romaine, rivière aux Castors (rivière du Sault au Mouton), ruisseau des Bacon, rivière du Sault au Mouton, lac des Piliers ;
- Côté est : baie de Mille-Vaches, golfe du Saint-Laurent ;
- Côté sud : ruisseau Croche, lac Saint-Onge, rivière des Escoumins, rivière à Cassette, rivière du Bas de Soie, ruisseau de Bon-Désir, anse à Pelletier, anse à Thibault, baie du Père-André, baie des Escoumins ;
- Côté ouest : lac de la Petite Montagne, rivière des Savanes, Petite rivière des Savanes, rivière des Escoumins, rivière Sainte-Marguerite Nord-Est[2].

La rivière des Petits Escoumins prend sa source à l’embouchure du lac des Trois Roches (longueur : 0,4 km ; altitude : 501 m). Ce lac de tête est situé à 7,7 km au nord du cours de la rivière des Escoumins et à 1,6 km au sud du cours de la rivière du Sault au Mouton et à 33,1 km au nord-ouest de l’embouchure de la rivière des Petits Escoumins.
À partir du lac des Trois Roches, la rivière des Petits Escoumins coule généralement vers l'est en zone forestière dans une vallée enclavée dans les montagnes, sur 44,3 km selon les segments suivants :
Partie supérieure de la rivière (segment de 17,8 km)
- 7,2 km vers le sud, puis le sud-est, en traversant le lac Maigre, le lac Cormier et le lac Ellen (altitude : 348 m), jusqu’à l’embouchure de ce dernier ;
- 3,6 km vers le sud-est en formant une courbe vers le nord pour suivre le pied d’une montagne dont un sommet atteint 504 m, en traversant en fin de segment le lac Mongrain (longueur : km ; altitude : 315 m), jusqu’au barrage à son embouchure ;
- 3,9 km vers le sud-est en traversant notamment le lac du Chien (longueur : 0,7 km ; altitude : 282 m) et le lac Cent Dix Piastres (longueur : 1,0 km ; altitude : 282 m) sur sa pleine longueur, jusqu'à la rive nord-ouest du lac des Petits Escoumins ;
- 3,1 km vers le sud-est en traversant le lac des Petits Escoumins (longueur : 3,5 km ; altitude : 282 m) jusqu’au barrage à son embouchure ;

Partie inférieure de la rivière (segment de 26,5 km)
À partir de l’embouchure du lac des Petits Escoumins, le cours de la rivière descend sur :
- 3,6 km vers l’est, jusqu’à la limite du canton d’Escoumins ;
- 6,2 km vers le sud-est dans le canton d’Escoumins, notamment recueillant la décharge des lacs Walter et Rochu, ainsi qu’en traversant le lac Oscar-Larivée sur 1,0 km, jusqu’à la décharge (venant du nord) des lacs Thomas et Cécile ;
- 5,5 km dont 1,6 km vers l’est, puis 3,9 km le sud-est, jusqu’à la décharge (venant de l’est) du lac du Bonhomme Michaud et du lac Rémi ;
- 2,4 km vers le sud-est, notamment en traversant le lac aux Brochets (longueur : 2,4 km ; altitude : 70 m) sur 1,4 km jusqu’à son embouchure ;
- 8,8 km vers l'est en coupant la route 138 en fin de segment, jusqu’à son embouchure[2].

L'embouchure de la rivière des Petits Escoumins est localisée sur la rive ouest du fleuve Saint-Laurent dans le hameau des Petits-Escoumins. Cette embouchure est située à :
- 11,7 km au nord du centre du village des Escoumins ;
- 27,6 km au nord du centre du village des Bergeronnes ;
- 44,0 km au nord du centre du village de Tadoussac ;
- 38,0 km au sud du centre-ville de Forestville ;
- 71,7 km au sud de l’embouchure de la rivière Betsiamites ;
- 129,9 km au nord-est de la ville de Saguenay[2].

## Toponymie
Le toponyme « Les Escoumins » est d'origine montagnaise, signifiant « jusqu'ici, il y a des graines. » Dans son journal du 20 août 1731, Louis Aubert de Lachesnaye a utilisé la graphie de « riviere a l'Escoumin ». Le toponyme « Petite rivière des Escoumins » dérive du toponyme « Rivière des Escoumins » ; ces deux rivières coulant plus ou moins en parallèle à une distance de 11,7 km à leur embouchure.
Le toponyme « rivière des Petits Escoumins » a été officialisé le 29 août 1972 à la Banque des noms de lieux de la Commission de toponymie du Québec.